# Ennemond Trillat
Pour les articles homonymes, voir Trillat.
Ennemond Trillat, né Edmond Marie Joseph Trillat le 5 décembre 1890 à Lyon (2e arrondissement) et mort le 9 juillet 1980 à Francheville, est un pianiste français et membre de l’Académie des sciences, belles-lettres et arts de Lyon.

## Biographie
Ennemond Trillat nait le 5 décembre 1890 à Lyon. Il est le fils de Paul Trillat, organiste à l’église métropolitaine de Saint-Jean. Doué naturellement pour la musique, son père l’envoie à Paris où il intègre la classe préparatoire de piano. Il a pour professeur entre autres Théodore Dubois et Edouard Risler. À la fin de ses études, il devient concertiste à Paris en 1908, à 18 ans.
La mort de son père le ramène sur Lyon en 1909. Après avoir servi pendant la première guerre mondiale en tant que brancardier, Trillat devient professeur de piano au conservatoire de Lyon. Il y reste toute sa carrière et occupe ce poste 22 ans.
En 1941, il devient directeur du conservatoire de musique de Lyon où il crée notamment des Jeunesses Musicales. En 1949 il crée le festival de Lyon au théâtre romain de Fourvière.
Il meurt le 9 juillet 1980 à Francheville.

## Sociétés savantes et distinctions
Ennemond Trillat est élu membre de l'Académie des Sciences, Belles-Lettres et Arts de Lyon le 4 décembre 1945 à la section Lettres et Arts. Il est également membre de l’institution humoristique de l'Académie du Gourguillon sous le nom de Pierre Pothin Croquenote.

## Publications
Dame Loyse la belle cordière, imagerie Lyonnaise. Avec un poème de Louise Labbé mis en musique par Ennemond Trillat et quatre bois gravés de Charlaix, Lyon : Paul Trillat éditeur, 1937, 57 p.
Quelques conseils aux pianistes, Nice : G Delrieu, 1956, 4 p.

### Articles dans la revueRésonances
- J.J Rousseau et son dictionnaire de Musique (date inconnue)
- Un pays où l’on peut prendre une leçon, Canada, février 1955.
- Quelques musicien Lyonnais, mars 1958.
- Les instruments de musique au metropolitan Museum, n° spécial du Festival, s. d.

### Œuvres musicales

#### Pour piano seul
- Les santons
- Marquises et sans culottes
- Variations pour J2 (initiation aux harmonies modernes)
- Il ne faut jurer de rien
- Gentils Galants de France

#### Des mélodies
- Heureux sont ceux qui sont morts (Charles Péguy)
- Le chandelier (Musset)
- Le songe d’une nuit d’été (Shakespeare)